# Тетрафтороборат (дикарбонил-метилидин-цикло-трис((циклопентадиенил)родия))
Тетрафтороборат [дикарбонил-метилидин-цикло-трис{(циклопентадиенил)родий}] — карбонильный комплекс металлоорганического
сэндвичевого комплексного соединения
родия и циклопентадиена
состава [Rh3(C5H5)3(CH)(CO)2] [BF4],
чёрные кристаллы.

## Получение
- К раствору метиленбис[карбонил(циклопентадиенил)родия] в тетрагидрофуране добавляют водный раствор тетрафторобората водорода:

{\displaystyle {\mathsf {3CH_{2}[Rh(C_{5}H_{5})(CO)]_{2}+H[BF_{4}]\ {\xrightarrow {}}\ }}}
{\displaystyle {\mathsf {\ {\xrightarrow {80^{o}C}}\ 2[Rh_{3}(C_{5}H_{5})_{3}(CH)(CO)_{2}][BF_{4}]+2CO+CH_{4}+H_{2}}}}

## Физические свойства
Тетрафтороборат [дикарбонил-метилидин-цикло-трис{(циклопентадиенил)родий}] образует чёрные кристаллы
моноклинной сингонии,
пространственная группа C 2/c.
Устойчив на воздухе,
растворяется в ацетонитриле, ацетоне и метаноле
не растворяется в тетрагидрофуране, метилендихлориде, диэтиловом эфире и алифатических углеводородах.